# Trichogramma funestum
Trichogramma funestum is een vliesvleugelig insect uit de familie Trichogrammatidae. De wetenschappelijke naam is voor het eerst geldig gepubliceerd in 1989 door Pinto & Oatman.